# Obligado (udde)
Obligado är en udde i Antarktis. Den ligger i Västantarktis. Argentina, Chile och Storbritannien gör anspråk på området.
Terrängen inåt land är huvudsakligen kuperad, men västerut är den platt. Havet är nära Obligado västerut. Trakten är obefolkad. Det finns inga samhällen i närheten. 